# حيمورة بنفسجية
حيمورة بنفسجية (الاسم العلمي:Rhodella violacea) هي نوع من النباتات الحمراء تتبع جنس الحيمورة من فصيلة الحيمورات.